# Benoit Blanc
 (mai 2020).
Si vous disposez d'ouvrages ou d'articles de référence ou si vous connaissez des sites web de qualité traitant du thème abordé ici, merci de compléter l'article en donnant les références utiles à sa vérifiabilité et en les liant à la section « Notes et références ».
Benoit Blanc est un acteur, scénariste, réalisateur et metteur en scène français né le 22 avril 1978 à Saint-Germain-en-Laye.
Il a été récompensé par le prix SACD 2019 de la création numérique avec Benjamin Busnel et Matthias Girbig pour la chaîne YouTube « inernet »,,.
Pour le magazine Le Film français, Benoit Blanc est l'un des « talents à suivre » de 2016 dans la catégorie « acteurs ».
Il est notamment connu pour avoir écrit (avec Benjamin Busnel et Matthias Girbig) et interprété la série Le Département produite par Studio Bagel et diffusée sur Canal + et sur inernet en hebdomadaire de septembre à juin 2017.
En 2019, il écrit et réalise avec Matthias Girbig, le programme court : Roman Foto (dans lequel il incarne le héros, Julien) diffusé sur Canal+ Décalé, sur Canal+ Séries et inernet.
En 2020, il écrit, réalise et produit avec Matthias Girbig, le court-métrage de 26 minutes Choulequec dans lequel il incarne les frères Chépaire et Marco. (articles du Télérama, de Topito). Le film est en sélection nationale, au Festival de Clermont Ferrand 2021, au festival du Film Fantastique de Strasbourg et présenté hors compétition lors d'une soirée exceptionnelle au Festival de film court de Brest.
En 2020, il intègre la distribution principale de la série Mental (Prix de la meilleure série 26' au Festival de la Fiction TV de La Rochelle) aux côtés de Déborah Lukumuena, Nicole Ferroni, Lauréna Thellier et Riad Gahmi.

## Biographie
Originaire de l'île de Ré, Benoit Blanc passe son enfance à Bordeaux. Il est le frère de l'acteur Sébastien Blanc.
Il commence le théâtre à 12 ans au « Théâtre en Miettes ». Après avoir joué dans de nombreuses pièces amateurs, il est repéré à 14 ans par le metteur en scène argentin Mario Dragunsky. Benoit Blanc rejoint alors la distribution de sa prochaine pièce, Iphigénie Hôtel de Michel Vinaver. À 15 ans, il intègre, pour une série de représentations, la compagnie japonaise OM2 de passage à Bordeaux pendant le festival SIGMA.
Après avoir suivi « La formation de l'acteur » de Luc Faugères, Benoit Blanc part à Paris pour intégrer l'École international Jacques Lecoq. À peine diplômé de cette école, il intègre l'association Le Rire médecin et intervient depuis 2003 en tant que clown dans les chambres des services de pédiatrie de plusieurs hôpitaux parisiens. Il inaugure en septembre 2019 un programme pilote d'accompagnement de soin avec l’HAD ( hospitalisation à domicile) de l’AP-HP pédiatrique. Depuis il y intervient en tant que clown et y coordonne les interventions des clowns du Rire médecin. Il participe également à une mission en Inde avec l'association Clowns sans frontières.
En 2006, il crée avec Alexandre Pavlata et Stefania Brannetti le spectacle Donnez Nous Votre Argent, qui rencontre un vrai succès. Suivront alors la création de la Compagnie Numéro 8 (Compagnie de théâtre de rue conventionnée D.r.a.c. Île-de-France ) et des tournées dans toute l'Europe avec 4 nouvelles créations au sein desquelles Benoit est interprète et co-auteur (Homo Sapiens Bureaucraticus, Monstre(s) d'Humanité, Cocktail Party et Garden Party) .
Il crée et présente en 2007 la web-série Ça sent le fromage ; 65 épisodes sont alors diffusés sur un site dédié puis sur Dailymotion.
En 2011, il écrit et réalise son premier court métrage OUPS primé ou sélectionné dans une dizaine de festivals internationaux (Rochester, Palm Springs, Cleveland, Porto, Vienne, Best of Fest New York, St Petersburg…). Le film est acheté aux États-Unis, en Russie, en France et au Benelux.
En 2013, il crée la série Blat, réalisée par Bertrand Vacarisas et Benoit Blanc, produite par Maïto Prod. La web-série est très vite repérée par des professionnels, et après plusieurs festivals, Benoit Blanc est approché par Studio Bagel pour écrire et réaliser des sketchs pour une nouvelle chaîne YouTube qu'ils viennent de créer : Studio Movie. Il réalise et coécrit alors une dizaine de vidéos (plus de 5 millions de vues). Matthias Girbig et Benjamin Busnel, lui proposent d’intégrer la chaîne YouTube qu'ils sont en train de créer : Inernet. Après 2 ans de contenus auto-produits, la chaîne rejoint Studio Bagel productions en 2015. Elle comptabilise aujourd'hui plus de 300 000 abonnés et plus de 30 millions de vues. En son sein, Matthias Girbig, Benjamin Busnel et Benoit Blanc créent la série Le Département. On[Qui ?] y suit les mésaventures d’une jeune stagiaire (Interprétée par Cannelle Carré-Cassaigne) au sein d’une entreprise aux règles très délirantes. La série est diffusée lors de la saison 2016-2017 en clair sur Canal+. Elle reçoit le prix du jury du meilleur programme humour au Web Program Festival 2017 et Cannelle Carré-Cassaigne reçoit le prix de la meilleure actrice au Festival Francophone de la Websérie 2016.
Benoit Blanc est pédagogue pour L'Institut de Formation du Rire Médecin. Il donne également des formations sur l'écriture et le jeu d'acteur chez Google France pour les youtubeurs français.
À partir de 2015, il joue dans de nombreuses productions sur internet (Avec le Studio Bagel, Golden Moustache, Topito, McFly & Carlito...). Cette chaîne YouTube regroupe une partie de ses prestations sur internet : Benoit Blanc.
En 2016, il écrit un livre pour enfant, Nérouge et ces crapules de dragons, au profit de l'association Le Rire Médecin, illustré par Sabine Bouillet, préfacé par François-Xavier Demaison et édité chez Les éditions du Palais.
Il crée en 2020 la série  Roman Foto pour Canal +, une saison de douze épisodes de plus ou moins 3 minutes. Il est auteur, comédien et co-réalisateur. 
En 2023, avec Matthias Girbig, il écrit, réalise, interprète et produit un film interactif : La vidéo dont vous êtes le Héron. Une vidéo de départ avec un choix vers deux vidéos, puis une centaine de vidéo possible. Le film sera acheté par Canal plus et diffusé sur sa chaîne YouTube.
Il est recruté en 2024 par Mathilda May pour reprendre deux rôles dans sa dernière création, la pièce de théâtre : Make Up
.

## Filmographie

### Acteur

#### Cinéma
- 2012 : Blanche-Nuit de Fabrice Sébille
- 2013 : Fastlife de Thomas N'Gijol
- 2015 : Les Dissociés de Raphaël Descraques
- 2017 : Allons enfants ! de Basile Roze & Cédric Leprettre

#### Télévision
- 2009 : Les gestes qui rassurent d'Antoine Baldassari
- 2010 : Dans la peau d'une grande de Pascal Lahmani
- 2015-2016 : Le Tour du Bagel
- 2016 : L'Émission d'Antoine
- 2016-2017 : Le Département de Benjamin Busnel[18]
- 2016 : France 4 se tape l'affiche : La folle histoire des étoiles
- 2016 : La Petite Histoire de France de Jonathan Barré
- 2016 : Ma pire angoisse de Vladimir Rodionov
- 2016-2018 : Groland
- 2017 : La presque soirée présidentielle de McFly & Carlito
- 2017 : BALEK de Théodore Bonnet
- 2017 : Bapt & Gaël et les aventures de la couille cosmique de Théodore Bonnet
- 2017 : What the Fuck France de Felix Guimard
- 2017 : Calls de Timothée Hochet
- 2017 : Je dis ça... Je dis rien de Guillaume Crémonese
- 2017-2018 : Cette semaine madame
- 2018 : H.P. d'Émilie Noblet
- 2018 : Guépardes de Doria Achour et Sylvain Cattenoy
- 2018 : Cocovoit d'Ambroise Carminati
- 2019 : Migraine de Felix Guimard
- 2019 : Calls de Timothée Hochet
- 2019 : Roman Foto[19] de Matthias Girbig et Benoit Blanc
- 2020 : Mental de Slimane-Baptiste Berhoun
- 2020 : (Re)Play de Matthias Castegnaro
- 2023 :Les 10 ans de Studio Bagel de Ludoc - Canal+
- 2022 : Carpe Diem de Erwan Marinopoulos - FranceTV/Slash
- 2021: Bagel Show halloween de Adrien Ménielle - Canal+

#### Internet
- Inernet de Studio Bagel
- Blat de Maïto Prod
- Golden Moustache
- Studio Bagel
- Topito
- Studio Movie de Studio Bagel Productions
- McFly & Carlito de Webedia
- Bapt & Gaël de Studio Bagel Productions
- Studio Gaming de Studio Bagel Productions
- Le monde à l'envers
- Léopold - Le Décès d'Amaury Dequé
- Professeur feuillage de 6 pieds sur terre Production
- Yes vous aime de Studio Bagel Productions
- Amaury et Quentin
- Le Noël de Camille de Studio Bagel Productions
- Rock Macabre de François Descraques et Endemol Beyond
- Le Secret des balls de Slimane-Baptiste Berhoun et Endemol Beyond
- Les Dieux des Hommes - On habite au 65 de Maxime Potherat
- Casting de Matthias Girbig
- Dr Schmidt de Frederic Ruiz
- Ça Sent Le Fromage

#### Court Métrage
- Choulequec de Matthias Girbig et Benoit Blanc - Oups Prods
- Roy/Kyng de Julie Voisin
- (Un peu) énervé de Pierre Amstutz Roch
- Oups de Benoit Blanc
- Il y a une guerre de Damien Gonzalez - Le G.R.E.C.
- Héroïque Anonyme de Fanny Jean-Noël - Tout Dedans Productions
- Julie et ses jules de Fanny Jean-Noël - La Boîte Productions
- Des Astres de Ruiz et Carniaux
- Quand il faut y aller de Fred Ruiz

### Réalisateur
- Campagne nationale pour Le Rire médecin - spots pour la télévision, le cinéma et la radio
- La Vidéo dont vous êtes le Héron avec Matthias Girbig
- Choulequec avec Matthias Girbig
- Roman Foto avec Matthias Girbig
- Oups
- L'annonce avec Mathilda May
- X-Périence 4D
- Pole Emploi du Cinéma
- Very Bad Day
- Dany
- On se refait la scène de l'infiltré
- On se refait la scène du coach à la Whiplash
- Le Prof de Karaté
- Le Braquage
- La Chaise Électrique
- Le Psy
- Ragga medef
- Scène de Crime
- La Grande Traversée
- Didier Furax
- Le Duel
- L'interrogatoire avec Bruno Salomone

## Théâtre
- 2004 : Sherlock Holmes Contre Miss M. - C. Maille et D. Ismard, Vingtième Théâtre à Paris.
- 2004 : Sauvés - d'Edward Bond - Mis en scène par Emmanuel Matte au Studio Christian Rist.
- 2005-2013 : Donnez-Nous Votre Argent de la Compagnie no 8 - Tournée en France et en Suisse.
- 2007-2009 : La Poche Parmentier - de Georges Perec - mise en scène de Karen Fichelson - Tournée en franque et au Luxembourg.
- 2009-2013 : Homosapiens Burocraticus de la Compagnie no 8 - Tournée en France, en Hollande et en Belgique.
- 2010 : The Letter Writer[20] - écrit et mis en scène par Juliet O'Brien - Texte Anglophone, interprété à Wellington, N-Z dans le cadre du Festival International des Arts de Nouvelle-Zélande.
- 2012 : Monstre(s) d'humanité de la Compagnie no 8 - Tournée en France, Belgique, Suisse et Grande-Bretagne.
- 2014-2016 : Garden Party et Cocktail Party de la Compagnie no 8 - Tournée en France, Hollande, Espagne, Danemark, Suède et Grande-Bretagne.
- 2015-2016 : Kvetch de Steven Berkoff - Mis en scène par Bruno Gare
- 2021 : Le Journal de Karen Fichelson
- 2024 : Cabaret Bio dégradable de Didier Morissonneau
- 2024 : Make Up de Mathilda May
- 2025 : Cut! de Mathilda May